# József Tunyogi
József Tunyogi est un lutteur hongrois spécialiste de la lutte libre né le 9 mars 1907 à Budapest et mort le 11 avril 1980 à Iváncsa.

## Biographie
József Tunyogi participe aux Jeux olympiques d'été de 1932 à Los Angeles dans la catégorie des poids moyens et remporte la médaille de bronze. Il remporte également le titre de champion d'Europe en 1929 et en 1931.